# Randolph Rogers

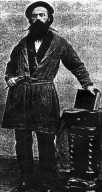
Randolph Rogers um 1861

Randolph Rogers (* 6. Juli 1825 in Waterloo (New York); † 15. Januar 1892 in Rom) war ein US-amerikanischer Bildhauer und ein Vertreter des Neoklassizismus.

## Leben
Randolph Rogers war ein Sohn von John und Sarah Rogers. Die Familie zog in seiner Kindheit nach Ann Arbor. 1937 begann Randolph Rogers dort in einer Bäckerei zu arbeiten. Etwa zehn Jahre später zog Rogers nach New York, wo er eine Karriere als Künstler beginnen wollte. Es gelang ihm jedoch vorerst nicht, im Kunstbetrieb Fuß zu fassen, und er konnte nur in seiner Freizeit kleine Skulpturen aus Seife oder Gips herstellen. Als er seinem Arbeitgeber, John Steward, eine Porträtbüste zeigte, die er von diesem angefertigt hatte, beschloss Steward, für Rogers’ Ausbildung als Künstler aufzukommen.

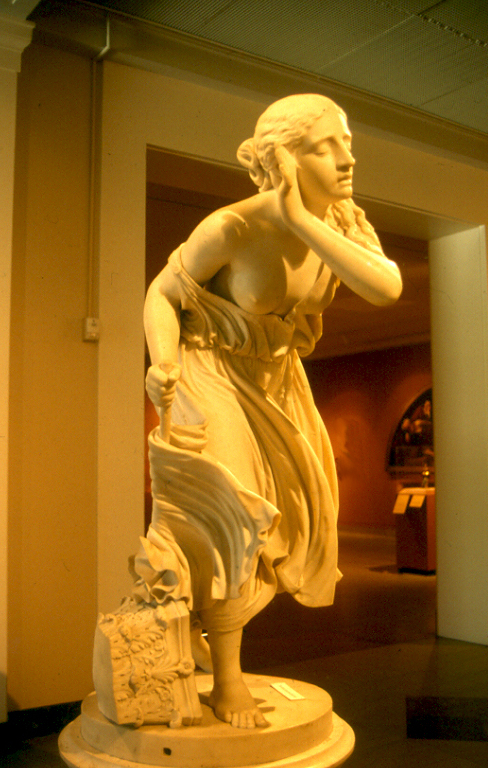
Nydia

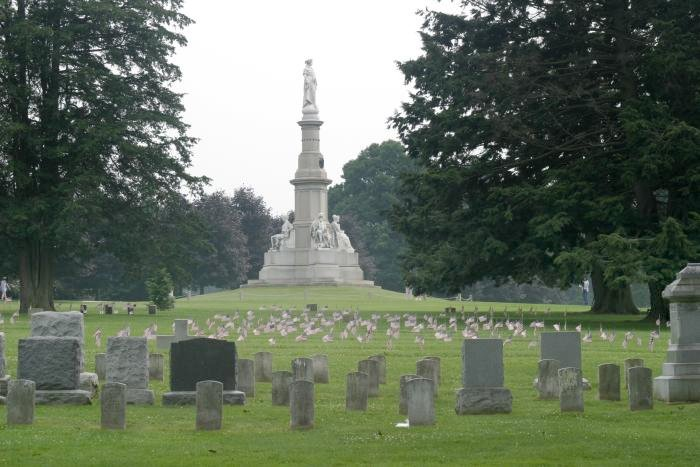
Soldatenfriedhof in Gettysburg

Randolph Rogers begann 1848 seine Studien in Rom bei Lorenzo Barteloni. 1850 legte er sich ein Atelier in New York City zu. Er erhielt nun immer mehr Aufträge von öffentlichen Einrichtungen. So sollte er 1853 eine Statue von John Adams für den Mt. Auburn Cemetery in Cambridge erschaffen. In die gleiche Zeit fallen die bronzenen Türen für die Halls of Congress in Washington, D.C. Sie zeigen die Entdeckung Amerikas durch Christoph Columbus. Seine Nydia befindet sich im Art Institute in Chicago, seine Ruth im Metropolitan Museum in New York, sein Lincoln steht in Philadelphia. Randolph Rogers schuf zahlreiche Soldatendenkmäler. Schon zu Lebzeiten, 1885, schenkte Randolph Rogers der University of Michigan eine komplette Sammlung von Gipsabdrücken aller seiner Werke.
1855 kehrte Rogers nach Rom zurück, wo er nach seinem Tod an der Seite seiner Frau Rosa, geb. Gibson, bestattet wurde, die er während eines Aufenthaltes in Virginia kennengelernt hatte. Das Ehepaar hatte neun Kinder.

## Auszeichnungen
Randolph Rogers erhielt 1884 den italienischen Orden eines Cavaliere della Corona.